# فهرست قنات‌های شهرستان گچساران
جدول زیر بر اساس آمار وزارت جهاد کشاورزی تهیه شده‌است. فهرست زیر قنات‌های شهرستان گچساران در استان کهگیلویه و بویراحمد را نشان می‌دهد.
| نام قنات           | موقعیت                          | نزدیک‌ترین روستا | طول قنات (متر) | تعداد میله چاه | عمق مادر چاه | دبی (لیتر بر ثانیه) | سطح زیر کشت (هکتار) |
| ------------------ | ------------------------------- | --------------- | -------------- | -------------- | ------------ | ------------------- | ------------------- |
| ابگرمون کمیون      | بخشی نامعلوم در شهرستان گچساران | ابگرمون         | ۶۵             | ۶              | ۴            | ۱۴                  | ۱۲                  |
| ابیک پشت چنار      | بخشی نامعلوم در شهرستان گچساران | ابیک پشت چنار   | ۹۰             | ۴              | ۶            | ۸                   | ۹                   |
| ارو                | بخش مرکزی شهرستان گچساران       | ارو             | ۶۵۰            | ۳۳             | ۱۳           | ۲۴                  | ۲۵                  |
| اسلام‌آباد          | بخش مرکزی شهرستان گچساران       | اسلام‌آباد       | ۳۵۰            | ۲۰             | ۱۰           | ۲۰                  | ۹                   |
| برافتاب پتکوه      | بخش مرکزی شهرستان گچساران       | برافتاب پتکوه   | ۱۵۶            | ۲۰             | ۸            | ۲۴                  | ۱۴                  |
| بوا                | بخش مرکزی شهرستان گچساران       | بوا             | ۲۸۰            | ۱۰             | ۴٫۵          | ۳۵                  | ۵۰                  |
| بویری سفلی         | بخش مرکزی شهرستان گچساران       | بویری سفلی      | ۲۷۰            | ۱۵             | ۱۰           | ۲۵                  | ۱۲                  |
| بویری سفلی         | بخش مرکزی شهرستان گچساران       | بویر سفلی       | ۲۵۰            | ۱۱             | ۸            | ۱۰                  | ۵                   |
| بیدزرد             | بخش مرکزی شهرستان گچساران       | بیدزرد          | ۳۰۰            | ۲۵             | ۷            | ۱۲                  | ۱۲                  |
| تلوندی             | بخشی نامعلوم در شهرستان گچساران | تلوندی          | ۷۰             | ۶              | ۳            | ۲۵                  | ۱۲                  |
| حاج قلندر          | بخش مرکزی شهرستان گچساران       | حاج قلندر       | ۳۰۰            | ۲۴             | ۴            | ۲۸                  | ۲۴                  |
| دره ابراهیمی سادات | بخشی نامعلوم در شهرستان گچساران | دره ابراهیمی    | ۱۰۰            | ۰              | ۳٫۵          | ۱۲                  | ۱۰                  |
| دره لیر            | بخشی نامعلوم در شهرستان گچساران | دره لیر         | ۱۰۸            | ۱۱             | ۵            | ۱۲                  | ۱۴                  |
| ده شیخ             | بخش مرکزی شهرستان گچساران       | ده شیخ          | ۶۰۰            | ۶۰             | ۶            | ۲۵                  | ۲۵                  |
| سراشکفتی           | بخشی نامعلوم در شهرستان گچساران | سراشکفتی        | ۶۰             | ۴              | ۳            | ۱۲                  | ۴                   |
| سربیشه             | بخش مرکزی شهرستان گچساران       | سربیشه          | ۱۰۰۰           | ۶۶             | ۱۹           | ۶                   | ۵                   |
| سرفاریاب پاده      | بخشی نامعلوم در شهرستان گچساران | سرفاریاب        | ۸۰             | ۸              | ۳            | ۱۳٫۵                | ۱۳                  |
| سرماهور            | بخش مرکزی شهرستان گچساران       | سرماهور         | ۱۵۰            | ۰              | ۲            | ۱۰                  | ۵                   |
| لحوس               | بخشی نامعلوم در شهرستان گچساران | سی سخت          | ۱۰۰            | ۴              | ۴            | ۱۵                  | ۳۰                  |
| ماما زینب          | بخشی نامعلوم در شهرستان گچساران | ماما زینب       | ۱۵۴            | ۱۰             | ۷            | ۲۵                  | ۵۰                  |
| مندان              | بخشی نامعلوم در شهرستان گچساران | مندان           | ۶۰             | ۴              | ۳            | ۱۴                  | ۵٫۵                 |
| ناصرآباد           | بخش مرکزی شهرستان گچساران       | ناصرآباد        | ۳۹۰            | ۳۵             | ۷            | ۱۶                  | ۱۵                  |
| پشت چنار           | بخشی نامعلوم در شهرستان گچساران | پشت چنار        | ۶۰             | ۵              | ۵            | ۱۹                  | ۶                   |
| پنیرک              | بخشی نامعلوم در شهرستان گچساران | پنیرک           | ۱۲۰            | ۱۰             | ۱۰           | ۲۷                  | ۲۵                  |
| چاه روغنی          | بخشی نامعلوم در شهرستان گچساران | چاه روغنی       | ۵۰             | ۵              | ۱۲           | ۲۰                  | ۲۰                  |
| کت                 | بخشی نامعلوم در شهرستان گچساران | کت              | ۱۴۰            | ۱۰             | ۵            | ۳۱                  | ۳۰                  |
| کلایه              | بخش مرکزی شهرستان گچساران       | کلایه           | ۱۵۰۰           | ۹۰             | ۲۰           | ۳۵                  | ۴۰                  |
| کلایه              | بخش مرکزی شهرستان گچساران       | کلایه           | ۱۰۰            | ۷              | ۴            | ۳۰                  | ۱۰                  |
| کمیون              | بخشی نامعلوم در شهرستان گچساران | کمیون           | ۶۵             | ۶              | ۴            | ۱۴                  | ۱۲                  |
| کوخدان             | بخشی نامعلوم در شهرستان گچساران | کوخدان          | ۲۰۰            | ۴              | ۵            | ۵۰                  | ۵۰                  |
| کورکی              | بخش مرکزی شهرستان گچساران       | مختار           | ۲۵۰            | ۹              | ۱۵           | ۲۰                  | ۲۰                  |